# John Poulett, 1. Baron Poulett
John Poulett, 1. Baron Poulett (* 1586; † 20. März 1649) war ein englischer Adliger, Militär und Politiker.

## Leben
Seine Eltern waren Sir Anthony Poulett († 22. Juli 1600), Gouverneur von Jersey, und Catherine Norris, Tochter des Henry Norreys, 1. Baron Norreys.
Er durchlief eine Militärlaufbahn und wurde 1608 Colonel der Kavallerie. 1610 war er Student im Middle Temple. Von 1610 bis 1614 war er Abgeordneter im House of Commons für Somerset, sowie erneut von 1621 bis 1622 für Lyme Regis. 1616 war er Sheriff von Somerset. 1626 bis 1636 war er Warden of Roche Forest. Sein Wohnsitz war Hinton House in Hinton Saint George, Somerset. Mit Letters Patent vom 23. Juni 1627 verlieh ihm König Charles I. den erblichen Adelstitel eines Baron Poulett, of Hinton St George in the County of Somerset, wodurch er auch Mitglied des House of Lords wurde. 1635 wurde er zusammen mit seinem Sohn John zum Ritter geschlagen und war Kapitän des 42-Kanonen-Kriegsschiffs Constant Reformation. Im September 1640 berief ihn Charles I. zum Great Council nach York ein. Im Englischen Bürgerkrieg stand er auf der Seite des Königs und diente 1643 als Colonel sowohl eines Infanterie- als auch eines Kavallerie-Regiments. 1646 war er Commissioner von Exeter und geriet in Gefangenschaft als die Stadt kapitulierte.
Er heiratete um 1614 Elizabeth Kenn, Tochter des Christopher Kenn, of Kenn Court in Somerset. Das Paar hatte vier Kinder:
- Florence Poulett
- John Poulett, 2. Baron Poulett (1615–1665)
- Hon. Elizabeth Poulett (1628–1690), ⚭ William Ashburnham († 1665)
- Hon. Margaret Poulett, ⚭ Sir Richard Cholmeley, of Grosmont in Yorkshire

Bei seinem Tod, 1649, beerbte ihn sein Sohn John als 2. Baron Poulett. Seine Witwe heiratete 1649 als dessen zweite Gattin den royalistischen Unterhausabgeordneten John Ashburnham, of Ashburnham in Sussex. Seine Tochter Elizabeth heiratete dessen Sohn aus erster Ehe, William.